# 合赞 (察合台汗国)
合赞算端（Qazan Khan ibn Yasaur，？—1346年），算端就是苏丹的意思，察合台汗国第23代可汗，察合台汗秃里帖木儿的曾孙，牙撒吾儿之子。其都城在卡尔施，他致力于镇压河中地区的突厥贵族。突厥贵族异密加兹罕曾经拥立合赞，现在他是合赞的首要敌人。据说合赞在战争中射瞎加兹罕一只眼，合赞掉以轻心，回卡尔施过冬。加兹罕反击，杀死合赞。加兹罕在西部的河中地区拥立新汗。从此，察合台汗国分裂为东西两部。